# Anisopleura trulla
Anisopleura trulla là loài chuồn chuồn trong họ Euphaeidae (Epallagidae). Loài này được Hämäläinen mô tả khoa học đầu tiên năm 2003.